# Élections générales maltaises de 2022
Les élections générales maltaises de 2022 (en maltais : Elezzjonijiet Ġenerali 2022, en anglais : Maltese general election, 2022) ont lieu le 26 mars 2022 afin d'élire les membres de la Chambre des représentants pour une législature de cinq ans.
Avec un taux de 85 %, la participation enregistrée est la plus basse de l'histoire de Malte en tant que pays, un taux plus bas n'ayant pas été connu depuis les élections de 1955, près de vingt ans avant l'indépendance. Le scrutin voit la large victoire du Parti travailliste sortant, dirigé par Robert Abela. Son prédécesseur Joseph Muscat, mis en cause par plusieurs affaires, avait démissionné en 2020 et ne se représentait pas. Fort de sa légitimité acquise par les urnes, Abela est reconduit au poste de Premier ministre.

## Contexte

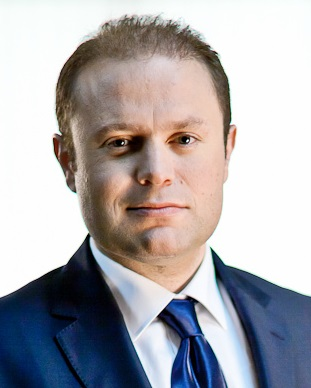
Joseph Muscat.

Le scrutin a lieu cinq ans après les élections générales de juin 2017, organisées de manière anticipée du fait des révélations des Malta Files et des Panama Papers ayant personnellement mis en cause le Premier ministre Joseph Muscat au travers de son épouse et déclenché un scandale politico-financier dans le pays,.
Les élections sont cependant remportées par le gouvernement travailliste sortant qui conserve sa majorité absolue à la Chambre, permettant à Joseph Muscat de se maintenir au poste de Premier ministre. Malgré les accusations de corruption envers le Premier ministre, la population renouvelle ainsi sa confiance envers le gouvernement, dans ce qui est perçu comme un vote d'approbation des bons résultats de sa politique économique,. La journaliste d'investigation Daphne Caruana Galizia, partie prenante du travail journalistique sur les Malta Files est par la suite assassinée à la voiture piégée le 16 octobre 2017, provoquant un grand émoi sur l'île.

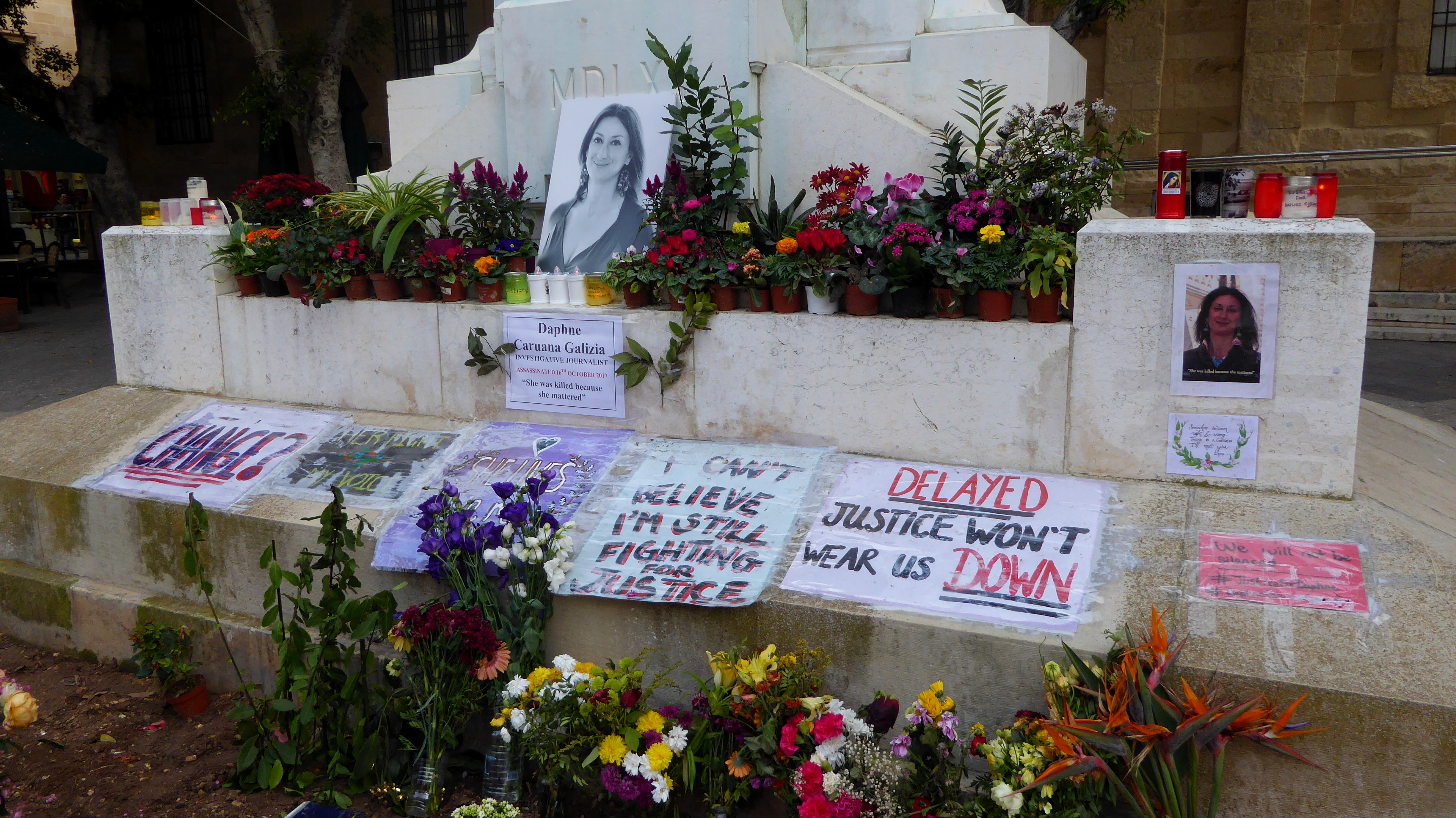
Mémorial en hommage à Daphne Caruana Galizia.

De novembre 2019 à janvier 2020, les révélations sur les circonstances de l'assassinat de la journaliste provoquent des manifestations de grande ampleur. L’enquête qui s'ensuit révèle en effet des liens troublants entre le chef de cabinet du Premier ministre, Keith Schembri, et l'entreprise dubaïote 17 Black impliquée dans le blanchiment d'argent des Panama Papers. Son PDG, Yorgen Fenech, est intercepté le 20 novembre 2019 par la marine des Forces armées de Malte alors qu'il tente de fuir le pays sur son yacht privé. Soumis à interrogatoire, Fenech accuse Schembri d'être derrière l'assassinat de Caruana Galizia, conduisant à l'arrestation du chef de cabinet de Joseph Muscat. D'importantes manifestations éclatent alors dans le pays, réclamant la démission du chef du gouvernement, ce que Muscat finit par annoncer le 1er décembre, tout en se maintenant en poste jusqu'à l'élection de son successeur,. Les manifestations se poursuivent jusqu'à cette dernière le 13 janvier, la primaire travailliste ayant vu la victoire de Robert Abela, qui prend alors sa succession.
Auparavant, en réaction à sa défaite électorale, le chef du Parti nationaliste Simon Busuttil démissionne de la tête du parti le 5 juin, peu après l'assermentation de Joseph Muscat. Il est imité dans la foulée par l'ensemble du comité exécutif,. Busuttil est remplacé le 17 septembre suivant par Adrian Delia, après la victoire de celui-ci à la primaire du parti. Delia est cependant mis en cause dans un scandale de violence conjugale qui conduit à la remise en cause de sa position à la tête du PN. Une nouvelle primaire déclenchée en interne voit sa défaite contre Bernard Grech, qui le remplace le 7 octobre 2020,. Grech se montre particulièrement virulent à l'encontre du gouvernement dans le domaine de la lutte contre la corruption, affirmant le pays « dirigé par une organisation criminelle ». Ces déclarations interviennent alors que la poursuite de l'enquête sur la mort de Galizia conduit courant mars 2021 à l'incarcération pour corruption d'une dizaine de personnalités maltaises.

## Système électoral
La Chambre des représentants est le parlement monocaméral de Malte. Composée d'un minimum de 65 sièges, ses membres sont élus pour un mandat de cinq ans au vote unique transférable dans treize circonscriptions de cinq sièges chacune. Des députés supplémentaires peuvent néanmoins être attribués afin de faire correspondre la part des sièges des partis à celles des suffrages des électeurs, tout en conservant un total impair. La législature sortante, élue en 2017, comporte ainsi 67 députés.
Malgré son mode de scrutin proportionnel, la vie politique maltaise est marquée par un très fort bipartisme entre le Parti nationaliste et le Parti travailliste. De fait, aucun autre parti n'a obtenu seul un siège à la Chambre des députés depuis 1962. Outre une culture politique bipartisane solidement ancrée dans la population, le mode de scrutin est également soumis à un amendement constitutionnel imposant l'obtention d'un nombre de sièges suffisant pour gouverner seul au parti ayant réuni le plus de votes de « premier choix » lors du scrutin si seuls deux partis remportent des sièges. Cette règle, qui tend les électeurs à s'orienter vers un vote utile, date des élections de 1981, qui virent le Parti nationaliste arriver en tête en nombre de voix mais perdre en nombre de sièges, provoquant une crise politique dans le pays.
Les citoyens âgés de seize et dix-sept ans peuvent pour la première fois participer au scrutin, le Parlement ayant abaissé l'âge d'obtention du droit de vote de dix-huit à seize ans en 2018, à la quasi-unanimité de ses membres. L'organisation du scrutin au cours de la Pandémie de Covid-19 amène également à la mise en place de bureaux de vote supplémentaires où les électeurs peuvent voter tout en restant dans leur voiture afin de respecter leur quarantaine.

## Campagne électorale

### Principales forces politiques
| Force politique | Force politique                                   | Force politique                                   | Idéologie                                                 | Chef de file                    | Résultats en 2017          |
| --------------- | ------------------------------------------------- | ------------------------------------------------- | --------------------------------------------------------- | ------------------------------- | -------------------------- |
|                 | Parti travailliste Partit Laburista               | PL                                                | Centre gauche Social-démocratie                           | Robert Abela (Premier ministre) | 55,04 % des voix 37 sièges |
|                 | Parti nationaliste Partit Nazzjonalista           | PN                                                | Centre droit Libéral-conservatisme, démocratie chrétienne | Bernard Grech                   | 42,12 % des voix 28 sièges |
|                 | AD+PD Alternattiva Demokratica+Partit Demokratiku | AD+PD Alternattiva Demokratica+Partit Demokratiku | Centre gauche Écologie politique, progressisme            | Carmel Cacopardo                | 2,39 % des voix 2 sièges   |

### Sondages
Pour des raisons techniques, il est temporairement impossible d'afficher le graphique qui aurait dû être présenté ici.

### Déroulement

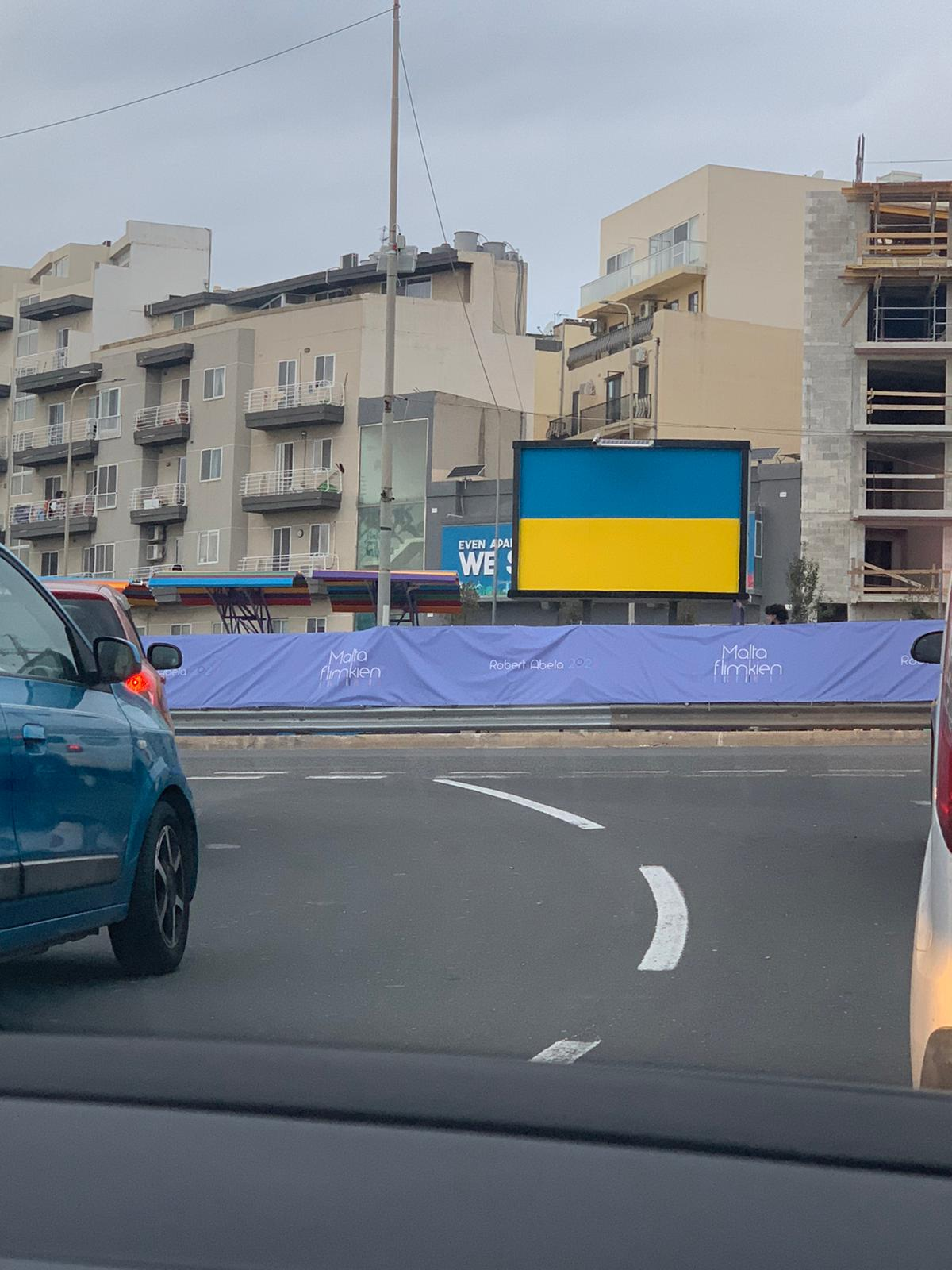
Un drapeau ukrainien peint sur un panneau de campagne du Parti travailliste à La Valette.

La campagne électorale se révèle l'une des plus discrètes des dernières décennies, sans enjeux majeurs ni personnalité n'arrivant à se distinguer des autres. Après plusieurs années de crises politiques et de manifestations, la population fait en effet face à une « fatigue électorale ». Cette situation est accentuée par la victoire annoncée du Parti travailliste dans les sondages d'opinion ainsi que par l'irruption d'évènements extérieurs occupant une large part de l'espace médiatique, telles la pandémie de Covid-19 et l'invasion de l'Ukraine par la Russie,.
La situation économique de l'ile, mise à mal par la pandémie de Covid-19, constitue la principale source de préoccupation des électeurs. L'économie maltaise repose essentiellement sur le tourisme, les sociétés offshore et les jeux en ligne, et est souvent présentée comme un paradis fiscal, notamment pour son système de passeports dorés. Malte est placée en 2021 par le Groupe d'action financière (GAFI) sur la liste de pays sous surveillance en raison de leur exposition au blanchiment d'argent et au financement du terrorisme. L'environnement, et en particulier le manque d'espaces verts, a également été une question récurrente lors de la campagne. Fait remarqué, l'absence d'enjeux majeurs s'accompagne d'une absence de nouveaux scandales susceptibles d'influencer le vote des électeurs.
Le Parti travailliste ainsi que l'alliance AD+PD font notamment campagne sur des promesses en matières d'investissements dans les secteurs écologistes et environnementaux,. Le Parti nationaliste met l'économie en avant dans son programme, avec un plan d'investissements d'un milliard d'euros dans dix secteurs clés de l'économie.

## Résultats
|                           |                           |         |       |      |        |               |
| Partis                    | Partis                    | Voix    | %     | +/-  | Sièges | +/-           |
|                           | Parti travailliste (PL)   | 162 707 | 55,11 | 0,07 | 44     | 7             |
|                           | Parti nationaliste (PN)   | 123 233 | 41,74 | 0,38 | 35     | 7             |
|                           | AD+PD (ADPD)              | 4 747   | 1,61  | 0,78 | 0      | 2             |
|                           | Parti du peuple (PP)      | 1 533   | 0,52  | Nv   | 0      | en stagnation |
|                           | ABBA                      | 1 364   | 0,46  | Nv   | 0      | en stagnation |
|                           | Volt Malta                | 382     | 0,13  | Nv   | 0      | en stagnation |
|                           | Indépendants              | 1 282   | 0,43  | 0,40 | 0      | en stagnation |
|                           |                           |         |       |      |        |               |
| Suffrages exprimés        | Suffrages exprimés        | 295 248 | 97,11 |      |        |               |
| Votes blancs et invalides | Votes blancs et invalides | 8 802   | 2,89  |      |        |               |
| Total                     | Total                     | 304 050 | 100   | –    | 79     | 12            |
| Abstentions               | Abstentions               | 51 025  | 14,27 |      |        |               |
| Inscrits / participation  | Inscrits / participation  | 355 075 | 85,63 |      |        |               |

## Analyse

Sièges remportés par district

Avec un taux de participation estimé à 85,50 %, soit près de 7 points de moins qu'en 2017, le pays connait sa plus faible mobilisation électorale depuis son indépendance en 1974.
Le scrutin est remporté avec une large avance par le Parti travailliste (PL) qui décroche ainsi une troisième victoire électorale consécutive où il arrive en tête des suffrages, un record pour le parti. Avec une avance de près de 13 % des suffrages sur le Parti nationaliste (PN), la victoire des travaillistes se voit qualifiée de « raz-de-marée » électoral. Le PL remporte ainsi 38 sièges sur les 65 initialement pourvus, le PN en remportant 27, plus 2 sièges ajoutés pour rapprocher la part des sièges de celles des voix. Enfin, chacun des deux partis reçoit six sièges supplémentaires, accordés à des candidates de sexe féminin n'ayant pas été élues, afin de rééquilibrer le déséquilibre entre les deux sexes au sein de la nouvelle chambre.
Le succès du Parti travailliste permet à Robert Abela d'être reconduit au poste de Premier ministre, fort d'une légitimité obtenue par les urnes,. Il prête serment pour un nouveau mandat le 28 mars au palais magistral de La Valette.
Le dirigeant du Parti nationaliste Bernard Grech reconnait sa défaite au lendemain du scrutin, sans toutefois démissionner de la tête du parti,,. Lors de sa conférence de presse, il accuse le gouvernement d'avoir acheté les électeurs en distribuant des chèques d'assistance Covid une semaine avant le scrutin, ce qu'il qualifie de « pratique de corruption ».